# UFC 10
UFC 10: The Tournament foi um evento de artes marciais mistas promovido pelo Ultimate Fighting Championship, ocorrido em 12 de julho de 1996 na Fairgrounds Arena em Birmingham, Alabama. O evento foi transmitido ao vivo no pay-per-view, e depois vendido para home video. Uma versão ficcional do UFC 10, encenado no Grand Olympic Auditorium foi feita para uma cena do filme Assassino Virtual, incluindo uma aparição de Ken Shamrock.

## Background
O UFC 10 marcou o retorno do UFC ao formato de torneio (que foi removido e trocado por lutas individuais no UFC 9). O card contou com um torneio de oito lutadores, também com duas lutas alternativas em caso de lesão, e para completar o tempo da transmissão de pay-per-view.
O UFC foi originalmente suposto para acontecer no Providence Civic Center em Providence, Rhode Island.
O UFC 10 contou a primeira aparição de Mark Coleman, que derrotou o favorito Don Frye para vencer o torneio. Foi também a primeira vez que Bruce Buffer anunciou as lutas no octógono substituindo Rich Goins. (O irmão de Bruce, Michael Buffer anunciou o UFC 6 e 7.) No entanto, Rich Goins voltou para o UFC 8 & 11.

## Chaves do Torneio
|  | Quartas de Final  | Quartas de Final | Quartas de Final  |                |                | Semifinal    | Semifinal | Semifinal |  |  | Final | Final | Final |  |
|  |                   |                  |                   |                |                |              |           |           |  |  |       |       |       |  |
|  | Estados Unidos    | Don Frye         | TKO               |                |                |              |           |           |  |  |       |       |       |  |
|  | Estados Unidos    | Don Frye         | TKO               |                |                |              |           |           |  |  |       |       |       |  |
|  | Estados Unidos    | Mark Hall        | 10:21             |                |                |              |           |           |  |  |       |       |       |  |
|  | Estados Unidos    | Mark Hall        | 10:21             |                | Estados Unidos | Don Frye     | FIN       |           |  |  |       |       |       |  |
|  |                   |                  |                   |                | Estados Unidos | Don Frye     | FIN       |           |  |  |       |       |       |  |
|  |                   |                  | Estados Unidos    | Brian Johnston | 4:37           |              |           |           |  |  |       |       |       |  |
|  | Estados Unidos    | Brian Johnston   | Estados Unidos    | Brian Johnston | 4:37           | TKO          |           |           |  |  |       |       |       |  |
|  | Estados Unidos    | Brian Johnston   |                   |                |                |              |           |           |  |  |       |       |       |  |
|  | Estados Unidos    | Scott Fiedler    | 2:25              |                |                |              |           |           |  |  |       |       |       |  |
|  | Estados Unidos    | Scott Fiedler    | 2:25              |                | Estados Unidos | Don Frye     | 11:34     |           |  |  |       |       |       |  |
|  |                   |                  |                   |                |                |              |           |           |  |  |       |       |       |  |
|  |                   |                  | Estados Unidos    | Mark Coleman   | TKO            |              |           |           |  |  |       |       |       |  |
|  | Estados Unidos    | Mark Coleman     | Estados Unidos    | Mark Coleman   | TKO            | FIN          |           |           |  |  |       |       |       |  |
|  | Estados Unidos    | Mark Coleman     |                   |                |                |              |           |           |  |  |       |       |       |  |
|  | Estados Unidos    | Moti Horenstein  | 2:43              |                |                |              |           |           |  |  |       |       |       |  |
|  | Estados Unidos    | Moti Horenstein  | 2:43              |                | Estados Unidos | Mark Coleman | FIN       |           |  |  |       |       |       |  |
|  |                   |                  |                   |                | Estados Unidos | Mark Coleman | FIN       |           |  |  |       |       |       |  |
|  |                   |                  | Trindade e Tobago | Gary Goodridge | 7:00           |              |           |           |  |  |       |       |       |  |
|  | Trindade e Tobago | Gary Goodridge   | Trindade e Tobago | Gary Goodridge | 7:00           | KO           |           |           |  |  |       |       |       |  |
|  | Trindade e Tobago | Gary Goodridge   |                   |                |                |              |           |           |  |  |       |       |       |  |
|  | Estados Unidos    | John Campetella  | 1:28              |                |                |              |           |           |  |  |       |       |       |  |

## Ligações Externas
- «UFC 10 no Sherdog» (em inglês)
- análises de Lutas do UFC 10
- Website Oficial do UFC